# Ryōji Yamagishi
Ryōji Yamagishi (山岸 良二, Yamagishi Ryōji), né en 1951, est un archéologue japonais, directeur de l'Association japonaise d'archéologie. Diplômé de l'université Keiō et de l'université Tōhō, ses travaux portent sur l'histoire des peuples des périodes Jomon-Yayoi et sur la cavalerie de Narashino ainsi que sur la culture dans la région de la mer du Japon et les anciennes pratiques agricoles.